# Waldbrunn (Badenia-Wirtembergia)
Waldbrunn – miejscowość i gmina Niemczech, w kraju związkowym Badenia-Wirtembergia, w rejencji Karlsruhe, w regionie Rhein-Neckar, w powiecie Neckar-Odenwald, wchodzi w skład związku gmin Neckargerach-Waldbrunn. Leży w Odenwaldzie, ok. 12 km na północ od Mosbach.

## Współpraca
Miejscowości partnerskie:
- Freyming-Merlebach, Francja
- Kobersdorf, Austria

## Osoby urodzone w Waldbrunn
- Theodor Leutwein, komandor
- Paul Steiner, piłkarz